# Average duration of fades
L'average duration of fades (ADF) è usato nell'ingegneria delle telecomunicazioni applicata
ai canali radio come misura della durata media degli intervalli di tempo in cui un processo stocastico {\displaystyle \zeta (t)} resta sotto un dato livello r.

## Calcolo
Denotato come usuale in letteratura, l'ADF relativo a {\displaystyle \zeta (t)} come {\displaystyle T_{\zeta -}(r)} questo si calcola come:
{\displaystyle T_{\zeta -}(r)={\frac {F_{\zeta -}(r)}{N_{\zeta }(r)}}}
dove {\displaystyle {F_{\zeta -}(r)}} rappresenta la funzione di distribuzione del processo stocastico {\displaystyle \zeta (t)} e {\displaystyle {N_{\zeta }(r)}} il level crossing rate relativo a {\displaystyle \zeta (t)}.
L'ADF è importante poiché molto spesso i ricevitori sono a soglia, per cui non ricevono segnale sotto una certa soglia (che può essere espressa in Volt/metro o semplicemente in Joule) per cui può essere utile sapere quanto il segnale rimane sotto una certa soglia, ad esempio per evitare il time out nei ricevitori digitali e prevenire ciò con algoritmi di recupero particolari.